# Hrib pri Orehku
Hrib pri Orehku este o localitate din comuna Novo mesto, Slovenia, cu o populație de 59 de locuitori.